# ソ連空軍
ソビエト連邦空軍（ソビエトれんぽうくうぐん、ロシア語: Военно-воздушные силы СССР）は、ソビエト連邦の空軍組織の一つ。略称はVVS。もう一方のソ連の空軍組織としてソビエト連邦防空軍がある。

## 設立
旧ソビエト人民委員会の協議会は、ロシア帝国時代のロシア帝国航空隊の後を継ぐ形で、後にソ連空軍の初代指導者となるコンスタンチン・アカシェフの強い要求により、ボリシェヴィキを中心に1917年12月20日に空軍を新設した。1918年5月24日に「労働者・農民赤軍航空隊（Рабоче-Крестьянский Красный воздушный флот）」に改名され、省庁級に再編成された。
初期、特に1930年代はソ連地上軍にならって組織されていた。設立後、空軍はヤコフ・アルケン（後にヨシフ・スターリンの大粛清で犠牲となる）といったカリスマ的、精力的な指導者らによって、装備の最新化、拡張が図られる。これによって、1930年代のソ連国内の航空機生産は飛躍的に増加し、この10年間でI-15、I-16戦闘機やツポレフSB、イリューシンDB-3爆撃機といった航空機を保有するまでになる。
最初の主要な実戦は1936年のスペイン内戦であった。ソ連、ドイツ両空軍が最新の装備で激しい空中戦を繰り広げたのである。内戦初期は、ソ連空軍のI-16戦闘機があらゆるドイツ空軍の戦闘機に対して、各所で優越し勝利を挙げていた。しかし途中でソ連が十分な航空機を提供しなくなったため、戦力不足のために戦績は著しく悪化した。フランシスコ・フランコ率いる反乱軍にBf 109が支給されてからは敗北はより顕著となった。スターリンの大粛清によって行われた空軍階級の序列化も、拡張する空軍組織の運用能力に悪影響を及ぼした。新たに設置された将校階級は、ヤコフ・アルケンに率いられ戦ってきた、大粛清以前のパイロット達に比べて戦闘経験が少なく未熟だったのである。これを問題視したベテランの兵士達は、将校らはマニュアル化された攻撃、防御手順に従順すぎである、と頻繁に主張した。
1939年11月19日、赤色空軍（Main Directorate of the Red Army Air Forces）に再度改名された。

## 歴史

### 1930年代
1933年から1938年にかけて、ソ連政府はそれまでの世界の航空戦力の戦績を塗り替える計画を立て、空軍に資金投入した。結果、空軍の技術的な進歩によって実際にそれまでの戦績を塗り替えただけではなく、ソ連の社会化にも貢献した。ソ連の大衆メディアは記録的な戦績を挙げたパイロット達を偶像化し、空軍は彼らを規則的に昇進させるだけではなく、ソ連の将来あるべき姿の象徴としたのである。

#### 1937年の両極横断飛行
1937年、スターリンはヴァレリー・チカロフら3人に、史上初となるヨーロッパ発アメリカ着の北極横断飛行を実施するよう命令する。同年6月20日、彼らはツポレフ ANT-25で、経由地のアメリカ合衆国のバンクーバーに着陸した。一ヵ月後スターリンは、それまでに飛行記録を打ち破るべく、2人の搭乗員に出発命令を出した。同年7月には、グロモフ、ダニーリン、ユシマフらが南極経由で南カリフォルニアまで飛行し、無着陸飛行時間の記録を更新している。
これらの飛行記録に対する大衆の反応は好意的だった。メディアは彼ら飛行士を「ボリシェヴィキの文明騎士」と称えた。ソ連市民は「航空の日」に指定された8月18日を、十月革命記念日と同じ熱意を持って祝福した。飛行士たちの功績への賞賛は、当時のロシア文学にも見受けられる。

#### 大粛清の影響
1937年夏の歴史的な両極横断飛行の成功の次に起きたのは、スターリンによる大粛清であった。大粛清によって、赤軍の16人の指揮官のうち15人は逮捕、処刑された。空軍幹部の中からも3人から4人が逮捕され、処刑されるか更迭された。
彼らが逮捕されたという報道は、それまでの歴史的飛行達成の報道と比べ比較的小規模であり、そこにはソ連政府の意図的な情報操作があった。

### 第二次世界大戦
第二次世界大戦が本格的に始まる前の段階で、ソ連空軍はスペイン内戦と日中戦争で実戦経験を積んでいた。対独戦開戦前からソ連空軍は、パイロットたちを訓練すべくソ連空軍志願隊として中華民国空軍に派兵していた。しかしそうした訓練にもかかわらず、1939年の冬戦争ではソ連空軍に対して比較的小規模なフィンランド空軍に、多くのソ連の爆撃機や戦闘機が撃墜されるという結果となり、依然としてソ連空軍パイロットの未熟さが露呈した。ソ連空軍はこの事態に対処すべく、スペイン内戦を起源とするソ連空軍防空部隊を直ちに設立するが、一撃離脱戦法に長けたフィンランド空軍のパイロットに太刀打ちすることは出来なかった。この時期の戦敗には、大粛清により壊滅的となった指揮官の存在も大きく影響していた。
こうした経験は1941年の対独戦開戦前に、ソ連空軍は勿論、ソ連の航空機産業に生かされることとなった。
1941年6月22日バルバロッサ作戦におけるドイツ勢の奇襲に対し、赤軍の8.65%を占める、ソ連空軍の363,900人の兵士を総動員した。

### 冷戦時代
冷戦時代の本土防空を担当するのは防空軍であった。一方、空軍は平時に訓練を行うだけの組織とされ、戦時には陸軍の指揮下に入るとされていた。

## 使用航空機

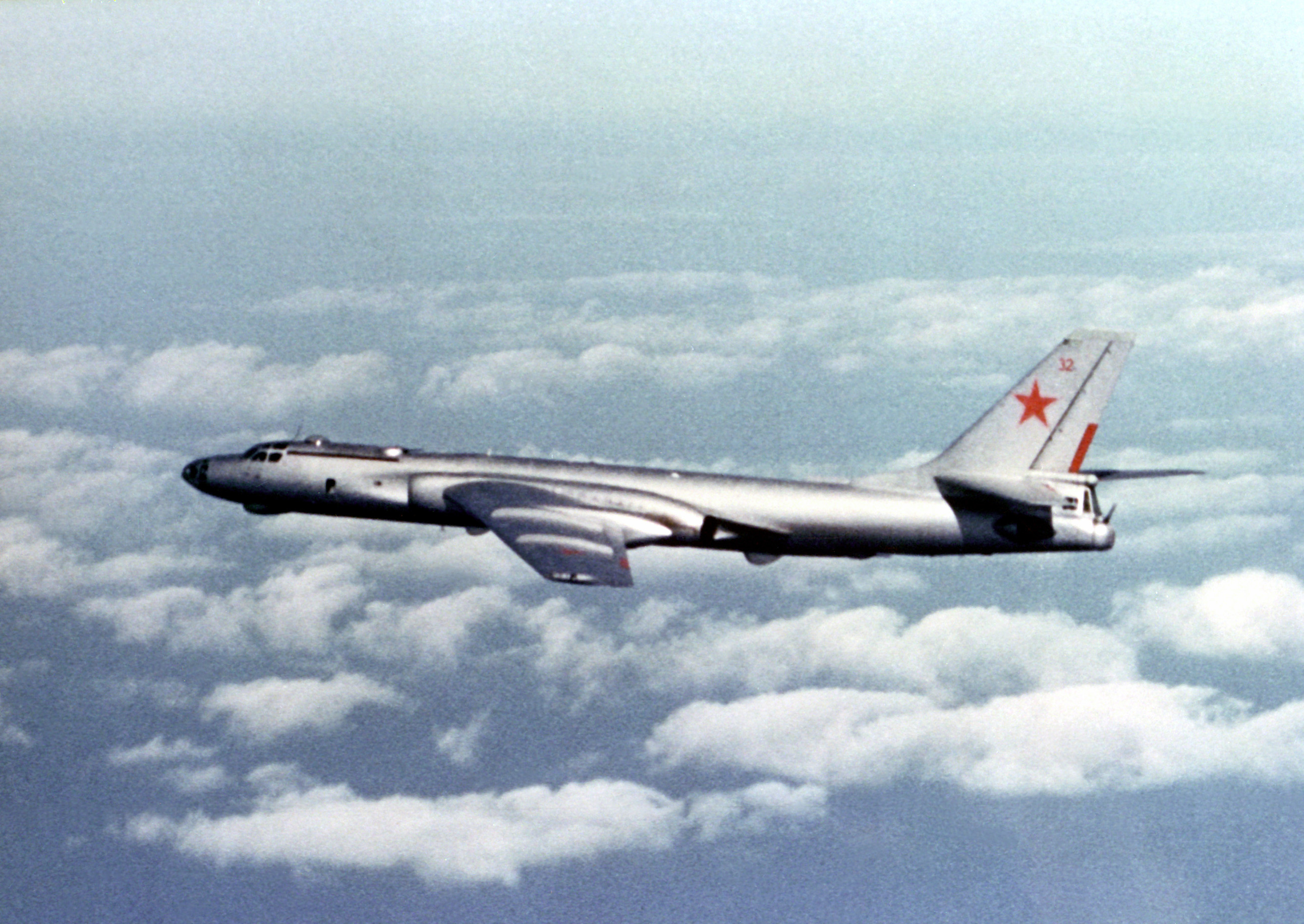
ツポレフTu-16爆撃機

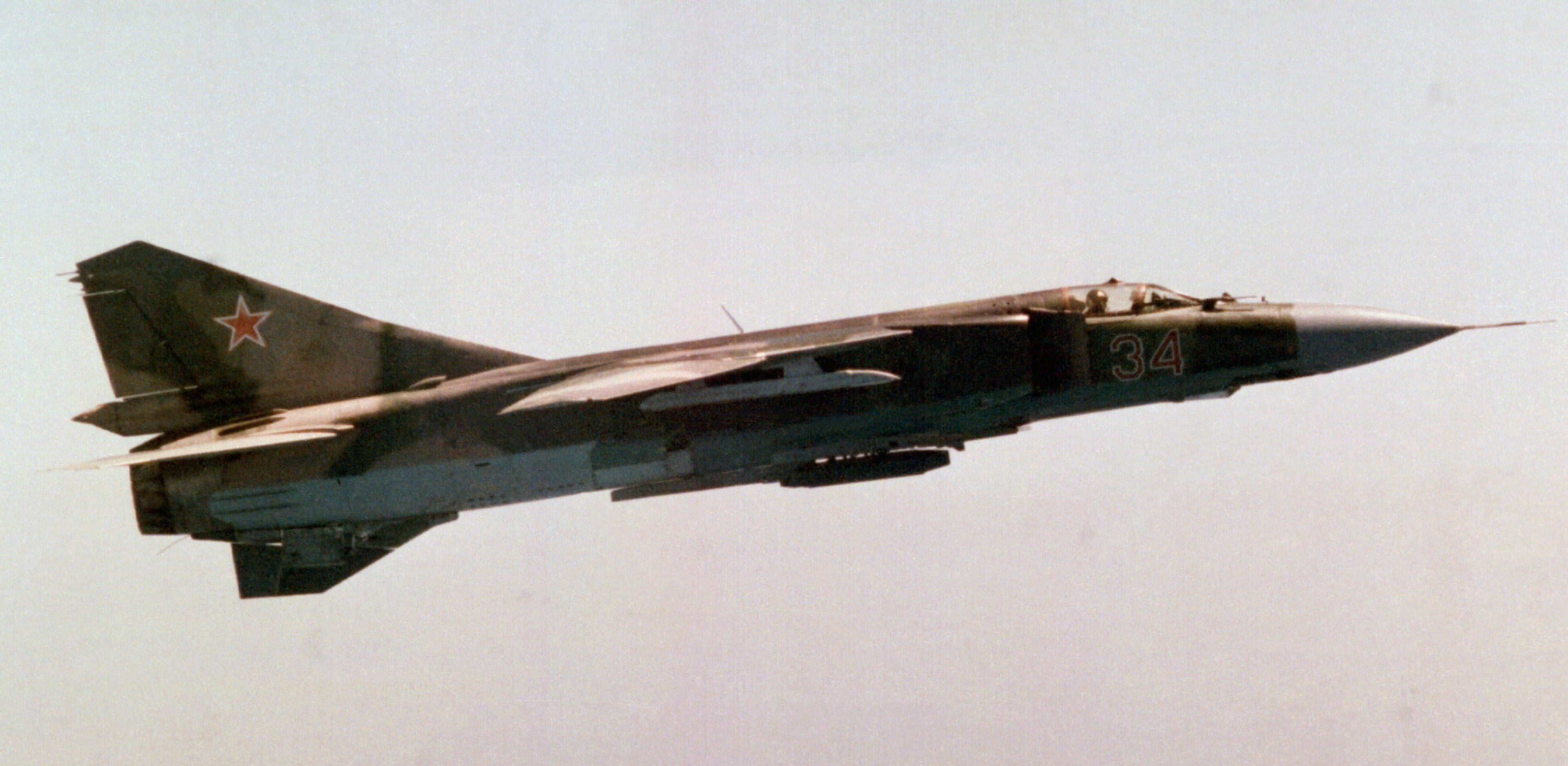
ミコヤンMiG-23戦闘機

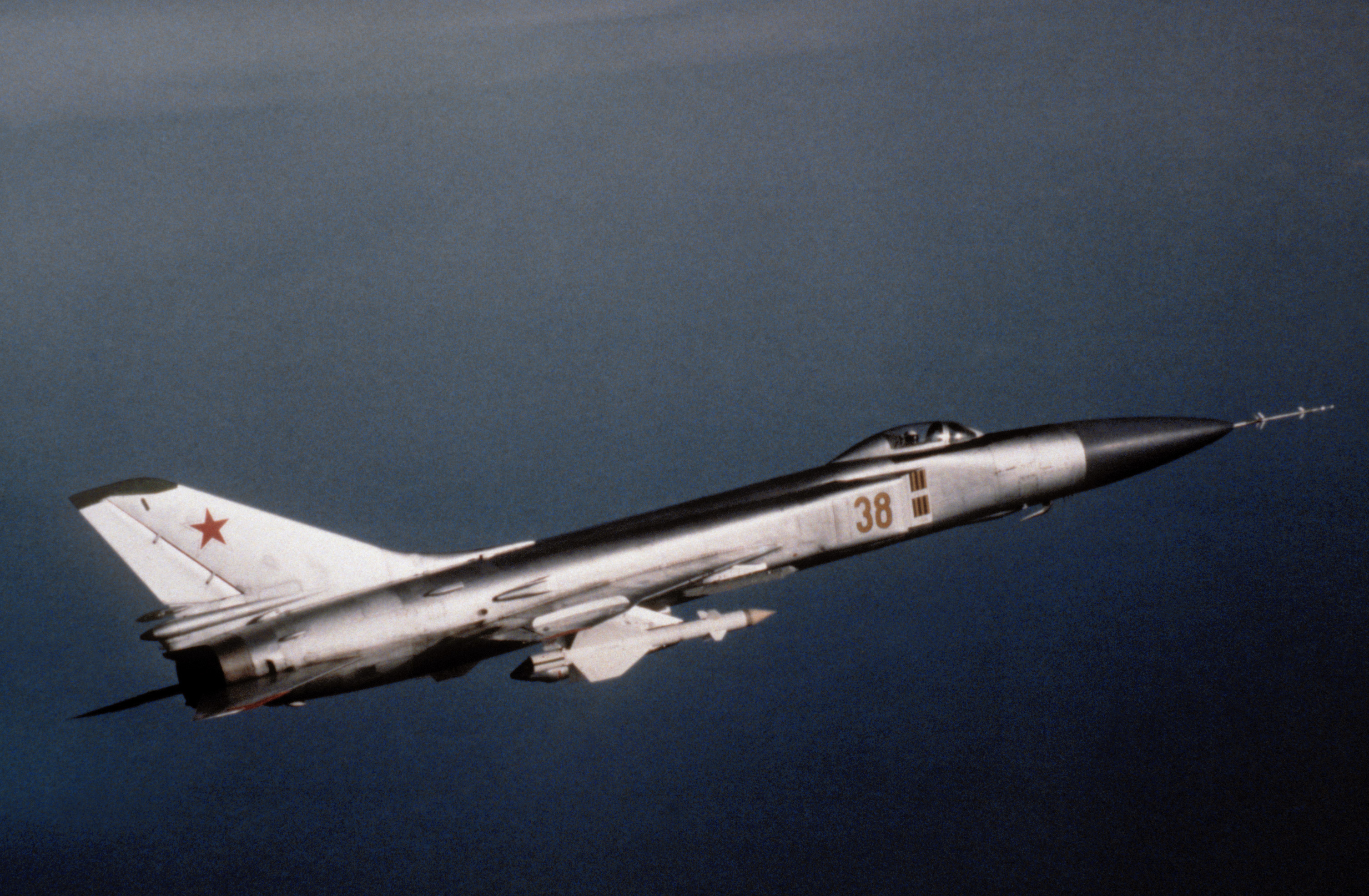
スホーイSu-15戦闘機

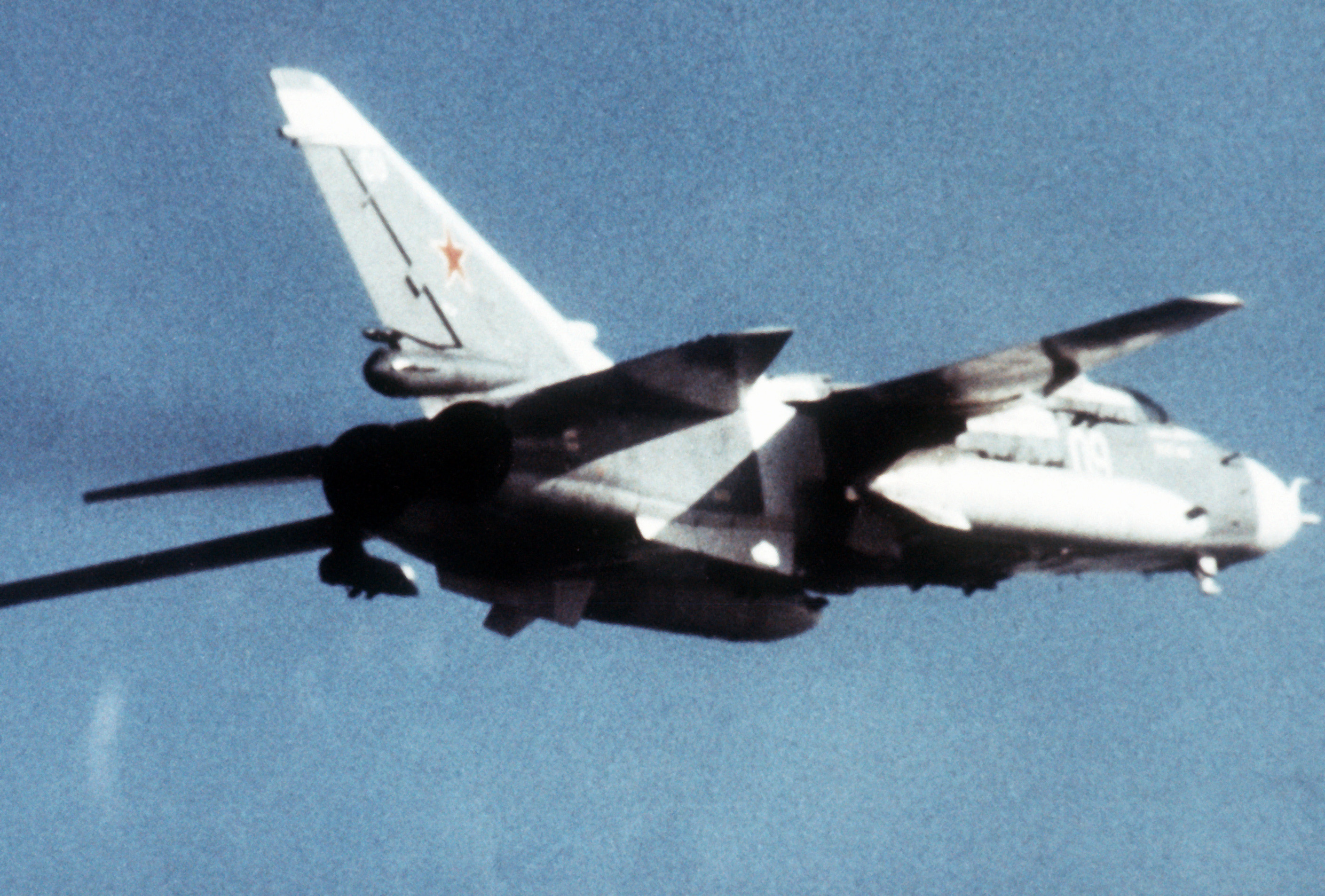
スホーイSu-24地上攻撃機

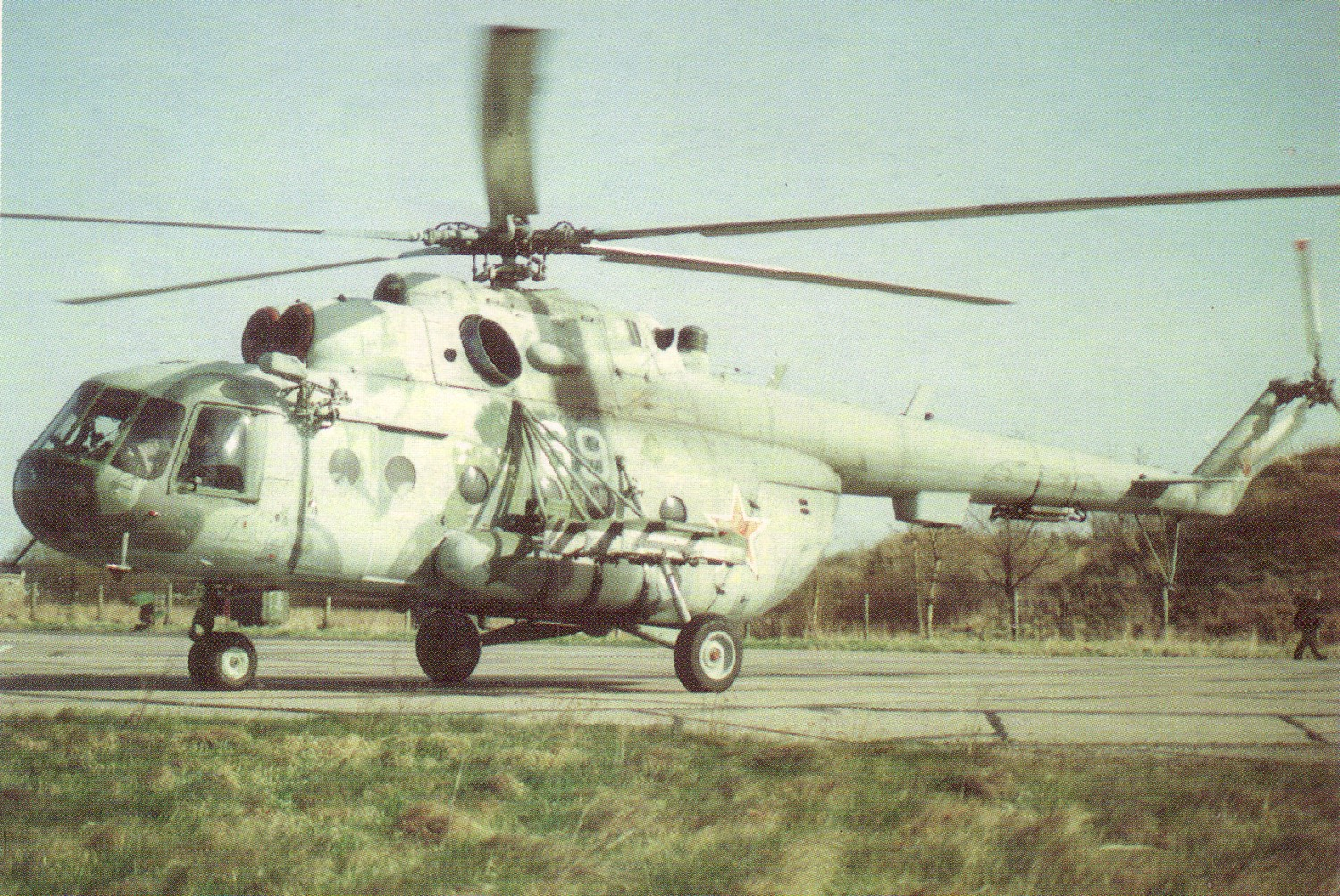
ミルMi-8ヘリコプター

200 戦略爆撃機150 Tu-95
35 Tu-160
15 M-4
550 中距離爆撃機155 Tu-22M
260 Tu-16
135 Tu-22
2830 戦闘機610 Su-27
790 MiG-29
450 MiG-31
570 MiG-23
260 Su-15
105 MiG-25
20 Tu-128
20 Yak-28
2705 攻撃機770 Su-24
210 Su-25
830 MiG-27
895 Su-7とSu-17
84 給油機34 Il-78
30 M-4
20 Tu-16
40 早期警戒管制機40 A-50
658 戦術偵察機・ECM65 MiG-21
195 MiG-25
65 Su-24
195 Yak-28
260 戦略偵察機・ECM115 Tu-16
15 Tu-22
4 Tu-95
102 Yak-28
24 MiG-25
3050 ヘリコプター
1500 訓練機・訓練用ヘリコプター
615 輸送機40 An-124
55 An-22
210 An-12
310 Il-76